# Phytocoris rufus
Phytocoris rufus är en insektsart som beskrevs av Van Duzee 1912. Phytocoris rufus ingår i släktet Phytocoris och familjen ängsskinnbaggar. Inga underarter finns listade i Catalogue of Life.